# Stenochalcis
Stenochalcis is een geslacht van vliesvleugeligen uit de familie bronswespen (Chalcididae). De wetenschappelijke naam van dit geslacht is voor het eerst geldig gepubliceerd in 1929 door Masi.

## Soorten
Het geslacht Stenochalcis omvat de volgende soorten:
- Stenochalcis miltoni (Girault, 1927)
- Stenochalcis quadridentata Masi, 1929